# Pasar I
Pasar I is een bestuurslaag in het regentschap Muara Enim van de provincie Zuid-Sumatra, Indonesië. Pasar I telt 5183 inwoners (volkstelling 2010).